# Pondok Betung
Pondok Betung is een bestuurslaag in het regentschap Tangerang Selatan van de provincie Banten, Indonesië. Pondok Betung telt 38.998 inwoners (volkstelling 2010).